# 西脇充子
西脇 充子（にしわき みつこ、1967年11月2日 - ）は、日本の元女子プロレスラー、元タレント。本名・古賀 充子（こが みつこ）、旧姓・西脇。血液型O型。岐阜県安八郡神戸町出身。夫は大相撲の浅香山親方（元大関魁皇）。
夫は5歳年下であり「姉さん女房」である。この結婚がきっかけとなり、女子プロレスラーの中には魁皇のファンになる人が出ていた。
楽曲・映像管理はパーフィットプロダクション。

## 経歴・戦歴
1985年
- 5月27日、高崎市中央体育館において、対仲前芽久美戦でデビュー。12月4日、85年新人王トーナメントでは、準決勝で惜しくも坂本あけみに敗北。高い身体能力、端正なルックスから会社に期待される。また新人時代は、デビル雅美の付き人を務める。
- 同期の堀田祐美子とアイドルタッグチームファイヤー・ジェッツを結成
- 1988年 5月21日 「闘え、ファイヤー・ジェッツ」でレコードデビュー。
- 1989年12月15日 セカンドシングル「ファイヤー騎士(ナイト)」発売
- 1989年6月18日、オールパシフィック王座決定戦、1990年1月4日、WWWA世界シングル王座決定戦に出場するも敗北。共に対戦相手はブル中野
- 同期には北斗晶などがおり、北斗と初めてタッグを組んだ相手である[2]。

1990年
- 10月7日、引退。その後、タレントに転身。

1994年
- 『ブルースワット』においてヤニミ役でレギュラー出演。劇中ではプロレス技も披露している。

1995年
卵巣がんに罹患。手術は成功したがこれにより子供を産む見込みがなくなる。
1999年
- 大相撲力士の魁皇と結婚。

2014年
- 浅香山部屋再興に伴い女将になる。

2018年
2月に7mmの早期乳がんが発見される。3月、手術は成功。

## タイトル歴
- WWWA世界タッグ王座
- ジャパングランプリ
- タッグリーグ・ザ・ベスト'89

## 得意技
- エアプレーン・バスター
- ランニング・ネックバスター
- パワー・ボム

## テーマ曲
・ Lead Me On  ティーナ・マリー (トップガン　BGM)